# Лієлвардський край
Лієлва́рдський кра́й (латис. Lielvārdes novads) — адміністративно-територіальна одиниця Латвійської Республіки. Розташований у центральній частині країни, в історичному регіоні Ліфляндія. Адміністративний центр — Лієлварде. Створений 2009 року. Площа — 225,7 км². Населення — 10 388 осіб (2011). До складу краю входять 1 місто і 3 волості.

## Населення
Національний склад краю за результатами перепису населення Латвії 2011 року.
| Національність | К-сть | % |
| -------------- | ----- | - |